# Xavier Garbajosa
Xavier Garbajosa (Tolosa, 5 dicembre 1976) è un ex rugbista a 15 e allenatore di rugby a 15 francese, utility back del Tolosa e, nel finale di carriera, del Bayonne.

## Biografia
Nel rugby fin dall'età di 5 anni, Garbajosa militò inizialmente nel Montaudran, club minore di Tolosa, poi fino ai 18 anni in un club provinciale a Castanet-Tolosan e infine, dal 1994, nello stesso Tolosa, club in cui militò fino al 2007 e al quale sono legati tutti i suoi successi (i principali, due campionati francesi e due europei).
Esordì in Nazionale durante il Cinque Nazioni 1998 in un incontro con l'Irlanda.
Fu, quello, il primo di cinque tornei (tre dei quali del rinnovato Sei Nazioni) fino al 2003, con vittoria nel citato torneo del 1998 e del 2002.
Partecipò alla Coppa del Mondo di rugby 1999 in Galles, con 6 incontri, giungendo fino alla finale del torneo, poi persa contro l'Australia; selezionato anche per l'edizione del 2003 in Australia, non scese mai in campo a causa di un infortunio al ginocchio.
Passato al 2007 all'Bayonne, nel quale disputò pochissimi incontri nella sua prima stagione per il riacutizzarsi dei citati problemi al ginocchio, il 31 dicembre 2008 dovette mettere fine definitivamente all'attività agonistica.
Da dopo il suo ritiro si è occupato della squadra cadetta del Tolosa in parallelo ad alcune attività immobiliari e alla collaborazione con Eurosport.

## Palmarès
- Campionati francesi: 2
Tolosa: 1998-99; 2000-01
- Coppe di Francia: 1
Tolosa: 1997-98
- Heineken Cup: 2
Tolosa: 2002-03; 2004-05